# Каратобинський сільський округ (Толебійський район)
Карато́бинський сільський округ (каз. Қаратөбе ауылдық округі, рос. Каратобинский сельский округ) — адміністративна одиниця у складі Толебійського району Туркестанської області Казахстану. Адміністративний центр — село Балдирбек.
Населення — 4280 осіб (2021; 5103 у 2009, 4228 у 1999, 3566 у 1989).
Станом на 1989 рік існувала Совєтська сільська рада (села Кизилжалау, Красний Боєць, Майбулак, Совєтське, Тонкеріс).

## Склад
До складу округу входять такі населені пункти:
| Населений пункт | Колишні назви | Населення, осіб (1989) | Населення, осіб (1999) | Населення, осіб (2009) | Населення, осіб (2021) |
| --------------- | ------------- | ---------------------- | ---------------------- | ---------------------- | ---------------------- |
| Балдирбек, село | Красний Боєць | 586                    | 656                    | 841                    | 697                    |
| Каратобе, село  | Совєтське     | 1676                   | 1728                   | 2065                   | 1772                   |
| Костобе, село   | Кизилжалау    | 383                    | 467                    | 541                    | 451                    |
| Майбулак, село  | -             | 552                    | 868                    | 1047                   | 829                    |
| Тонкеріс, село  | -             | 369                    | 509                    | 609                    | 531                    |